# Gornji Podgradci
Gornji Podgradci so naselje v občini Gradiška, Bosna in Hercegovina. 

## Deli naselja
Ćirići, Gigovići, Gornji Podgradci, Ivanovići, Maletići, Panići, Paspalji, Pejići, Resanovci, Sredojevići, Tendžerići in Vujići.

## Prebivalstvo
| Pregled števila prebivalcev po letih | Pregled števila prebivalcev po letih | Pregled števila prebivalcev po letih | Pregled števila prebivalcev po letih | Pregled števila prebivalcev po letih | Pregled števila prebivalcev po letih |
| ------------------------------------ | ------------------------------------ | ------------------------------------ | ------------------------------------ | ------------------------------------ | ------------------------------------ |
| 1948                                 | 1953                                 | 1961                                 | 1971                                 | 1981                                 | 1991                                 |
| -                                    | -                                    | -                                    | 1.951                                | 2.155                                | 2.378                                |

| Narodna sestava prebivalstva po letih                                                                                           | Narodna sestava prebivalstva po letih                                                                                            | Narodna sestava prebivalstva po letih                                                                                             |
| --- | --- | --- |
| 1971 | 1981 | 1991 |
| . skupaj: 1.951 Srbi 1.908 (97,79 %) Hrvati 27 (1,38 %) Muslimani 4 (0,20 %) Jugoslovani 3 (0,15 %) drugi in neznano 9 (0,46 %) | . skupaj: 2.155 Srbi 2.024 (93,92 %) Hrvati 25 (1,16 %) Muslimani 5 (0,23 %) Jugoslovani 94 (4,36 %) drugi in neznano 7 (0,32 %) | . skupaj: 2.378 Srbi 2.231 (93,81 %) Hrvati 30 (1,26 %) Muslimani 3 (0,12 %) Jugoslovani 54 (2,27 %) drugi in neznano 60 (2,52 %) |